# Villoncourt
Ne doit pas être confondu avec Villencourt.
Villoncourt est une commune française située dans le département des Vosges, en région Grand Est.

## Géographie

### Localisation
Villoncourt est un petit village agricole de la vallée du Durbion, enserré entre Sercœur et Bayecourt.

### Hydrographie et les eaux souterraines
Hydrogéologie et climatologie : Système d’information pour la gestion des eaux souterraines du bassin Rhin-Meuse :
Territoire communal : Occupation du sol (Corinne Land Cover); Cours d'eau (BD Carthage),
Géologie : Carte géologique; Coupes géologiques et techniques,
 Hydrogéologie : Masses d'eau souterraine; BD Lisa; Cartes piézométriques.
La commune est située dans le bassin versant du Rhin au sein du bassin Rhin-Meuse. Elle est drainée par le Durbion, le ruisseau des Bouxis et le ruisseau du Bois des Epines,.
Le Durbion, d'une longueur totale de 35,1 km, prend sa source dans la commune de Méménil et se jette dans la Moselle à Châtel-sur-Moselle, après avoir traversé douze communes.

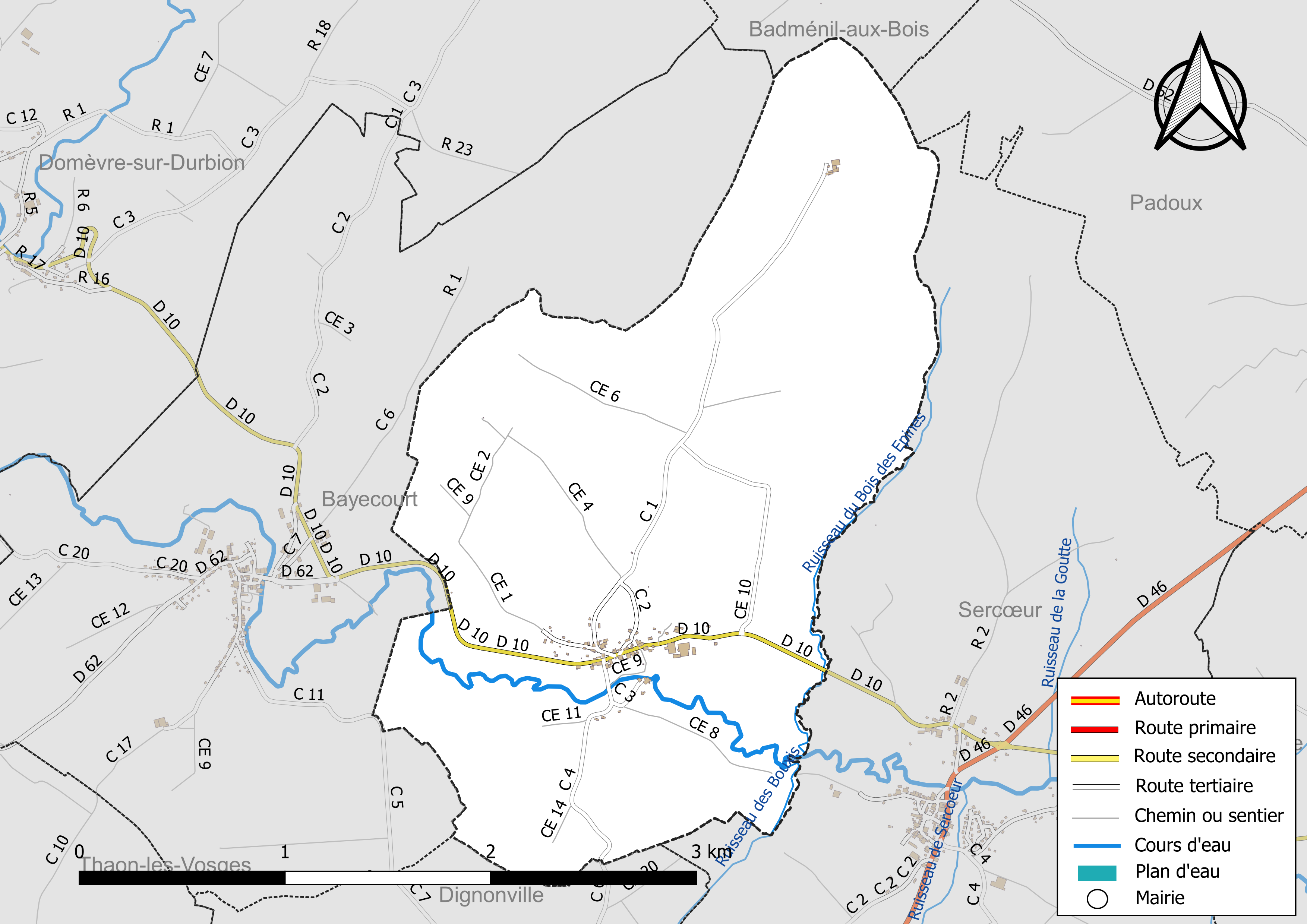
Réseaux hydrographique et routier de Villoncourt.

La qualité des cours d’eau peut être consultée sur un site dédié géré par les agences de l’eau et l’Agence française pour la biodiversité.

### Climat
Pour des articles plus généraux, voir Climat du Grand Est et Climat des Vosges.
En 2010, le climat de la commune est de type climat de montagne, selon une étude du Centre national de la recherche scientifique s'appuyant sur une série de données couvrant la période 1971-2000. En 2020, Météo-France publie une typologie des climats de la France métropolitaine dans laquelle la commune est exposée à un climat semi-continental et est dans une zone de transition entre les régions climatiques « Lorraine, plateau de Langres, Morvan » et « Vosges ». 
Pour la période 1971-2000, la température annuelle moyenne est de 9,3 °C, avec une amplitude thermique annuelle de 16,8 °C. Le cumul annuel moyen de précipitations est de 981 mm, avec 12,8 jours de précipitations en janvier et 10,2 jours en juillet. Pour la période 1991-2020, la température moyenne annuelle observée sur la station météorologique de Météo-France la plus proche, « Épinal », sur la commune de Dogneville à 6 km à vol d'oiseau, est de 10,3 °C et le cumul annuel moyen de précipitations est de 907,0 mm. 
La température maximale relevée sur cette station est de 39,3 °C, atteinte le 25 juillet 2019 ; la température minimale est de −18,9 °C, atteinte le 12 janvier 1987,,. 
Les paramètres climatiques de la commune ont été estimés pour le milieu du siècle (2041-2070) selon différents scénarios d'émission de gaz à effet de serre à partir des nouvelles projections climatiques de référence DRIAS-2020. Ils sont consultables sur un site dédié publié par Météo-France en novembre 2022.

## Urbanisme

### Typologie
Au 1er janvier 2024, Villoncourt est catégorisée commune rurale à habitat dispersé, selon la nouvelle grille communale de densité à sept niveaux définie par l'Insee en 2022.
Elle est située hors unité urbaine. Par ailleurs la commune fait partie de l'aire d'attraction d'Épinal, dont elle est une commune de la couronne,. Cette aire, qui regroupe 118 communes, est catégorisée dans les aires de 50 000 à moins de 200 000 habitants,.

### Occupation des sols
L'occupation des sols de la commune, telle qu'elle ressort de la base de données européenne d’occupation biophysique des sols Corine Land Cover (CLC), est marquée par l'importance des territoires agricoles (67,9 % en 2018), en diminution par rapport à 1990 (71,7 %). La répartition détaillée en 2018 est la suivante : 
prairies (35,7 %), terres arables (31 %), forêts (28,5 %), mines, décharges et chantiers (3,6 %), zones agricoles hétérogènes (1,2 %). L'évolution de l’occupation des sols de la commune et de ses infrastructures peut être observée sur les différentes représentations cartographiques du territoire : la carte de Cassini (XVIIIe siècle), la carte d'état-major (1820-1866) et les cartes ou photos aériennes de l'IGN pour la période actuelle (1950 à aujourd'hui).

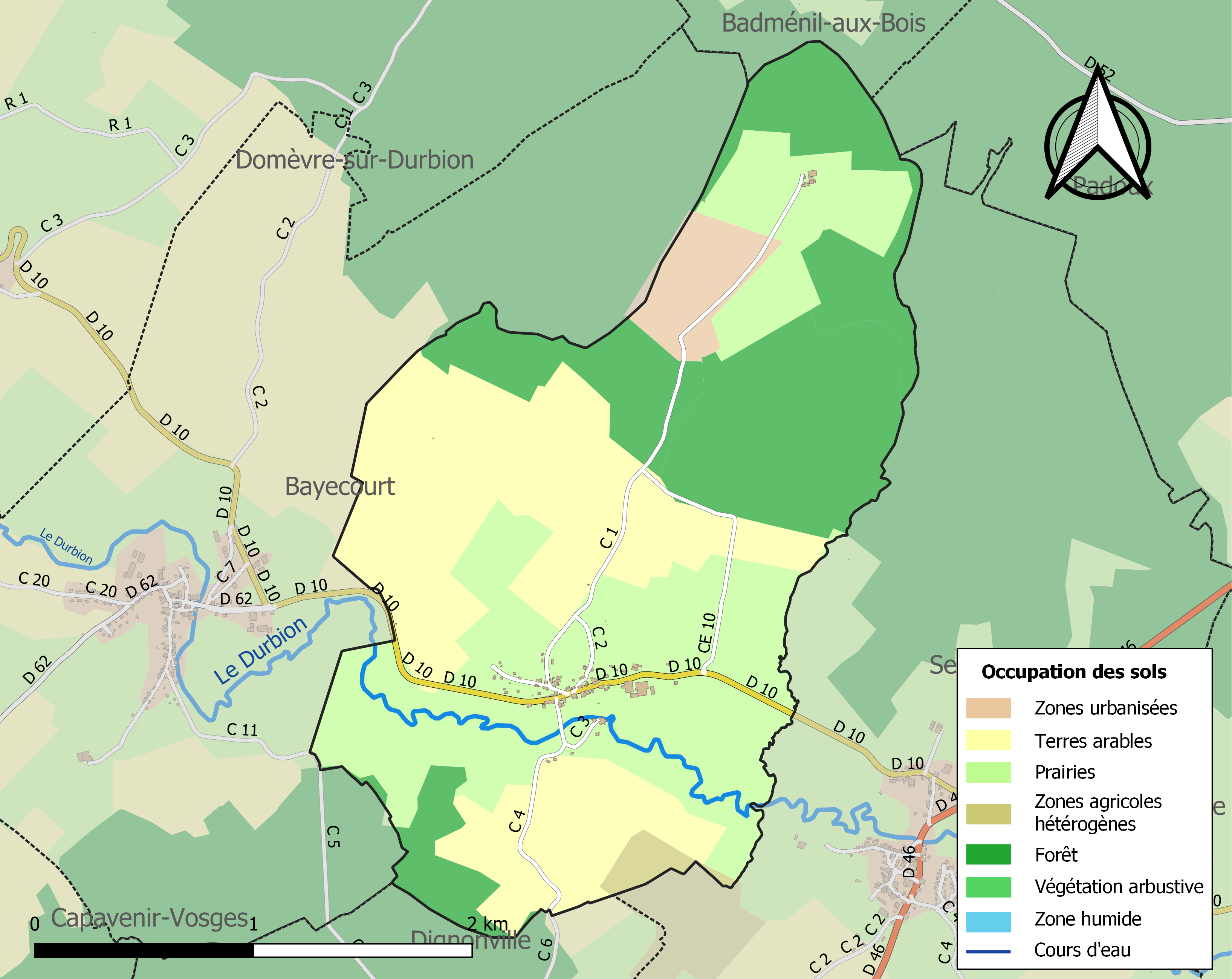
Carte des infrastructures et de l'occupation des sols de la commune en 2018 (CLC).

## Toponymie
Eclesiam Volgenicurtis en 1062, Velaucourt ou Velancourt en 1284, Villoncourt en 1309, Vyloncur en 1358, Willoncuria et Woilloncuria en 1402, Valacourt et Velaicourt en 1422, Vilacourt et Villacourt en 1479, Willoncourt en 1504, Viloncourt en 1505, Veilloncourt en 1519, Voilloncourt en 1543, Velancourt en 1567, Villoncour en 1656.

## Histoire
Le 2 mars 1395, Raoul De Coucy, évêque de Metz, engage la moitié de la châtellenie de Rambervillers auprès du duc de Lorraine pour 4000 francs. La communauté de Villoncourt est comprise dans cet engagement. 
Entre 1529 et 1738, la Commanderie Saint-Jean du Vieil Aître de Nancy hérita de biens sis à Villoncourt. 
En 1600, Chrestien de Nogent est seigneur de Villoncourt, entre autres lieux. 
Villoncourt dépendait du bailliage d'Épinal au XVIIIe siècle. Le village était partagé entre la mairie de Sercoeur et le ban de Bayecourt. 
Les 17 et 19 juillet 1712, Jean-François-Augustin Le Begue fait ses reprises pour Villoncourt, entre autres seigneuries en sa possession. 
En 1757, le village faisait partie de la prévôté d'Épinal et du Haut-Conduit de Salins-L'Étape. 
En 1792, le district est informé que Dominique Roussel, ex-curé de Sercœur, et François Simon, ex-vicaire d'Évaux fomentent des troubles à Sercœur et à Villoncourt. Le 2 mai 1792 il envoie deux administrateurs pour éloigner les coupables. 
Entre 1790 et l'an IX, Villoncourt faisait partie du canton de Domèvre-sur-Durbion.  
Sous l’Ancien Régime, l’église Saint-Sylvestre de Villoncourt faisait partie du doyenné de Bruyères. La cure était à la collation du commandeur de Virecourt (aujourd’hui Meurthe-et-Moselle). 
Au XIXe siècle, Villoncourt fut une annexe de la paroisse de Bayecourt, dépendant de la cure de Châtel et desservie par le même prêtre que celle de Sercœur.
Lors de la campagne d'Italie en 1859 et 1860, le sergent Victor Mongel du 21e de ligne, natif de Villoncourt, est blessé au coude le 6 octobre 1860.

### Application locale de la loi de séparation des églises et de l'État

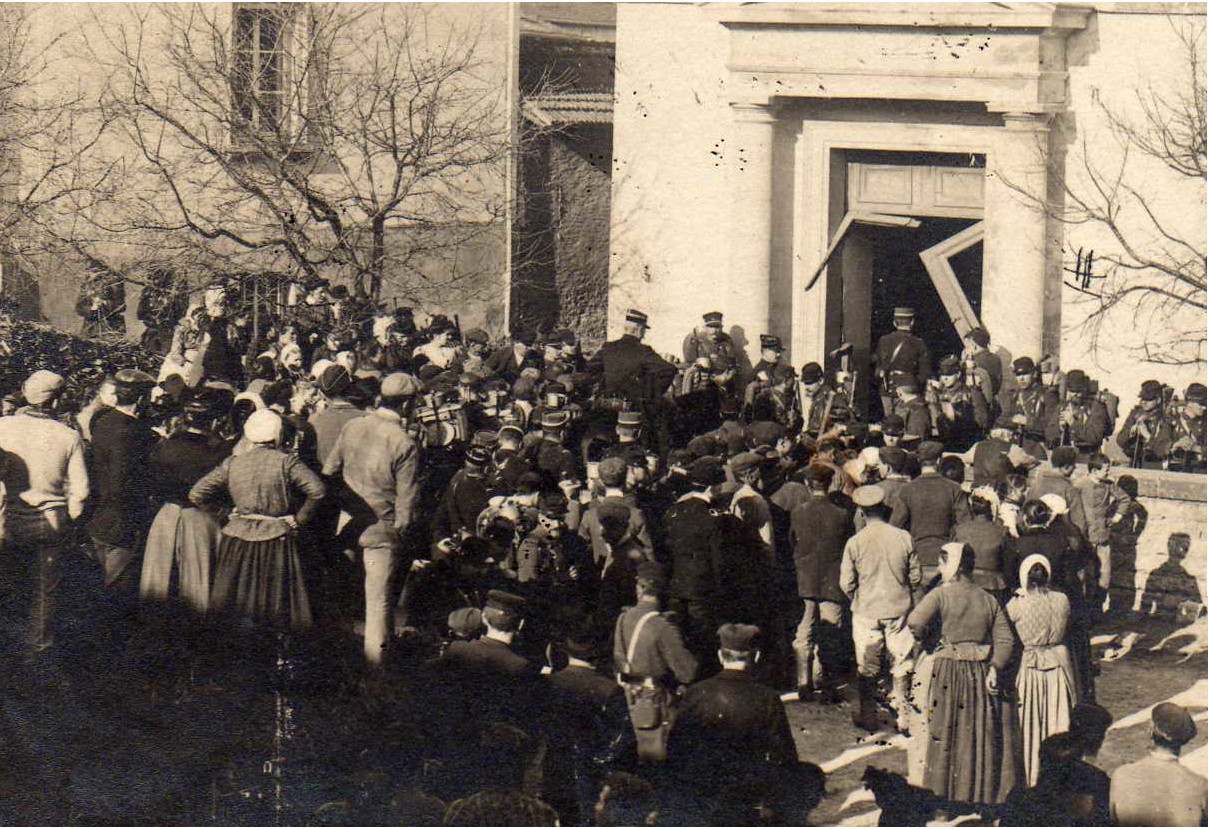
Saint-Maurice-Sur-Mortagne ; entrée en force de l'armée dans l'église pour procéder à l'inventaire

Les années suivants le vote et l'entrée en vigueur de la loi de séparation de l'Église et de l'État ont été une période trouble dans beaucoup de communes françaises. Les événements appelés la Querelle des Inventaires sont les plus marquants en zone rurale. À lire la presse locale de l'époque, Villoncourt ne semble pas avoir été épargné par ces troubles. Un journal local raconte avec peu de nuances l'entrée en force dans l'église de Villoncourt d'un commissaire spécial devant procéder à l'inventaire des biens mobiliers, le «zèle» du maire pour aider le fonctionnaire à accomplir sa tâche officielle et l'opposition du curé soutenu par quelques paroissiens. 
En mars, avril et septembre 1906, le même journal, Le nouvelliste des Vosges, publie des lettres émanent d'opposants au maire. La revue donne peu d'espace aux réponses du maire incriminé.
Le 25 juin 1912 parait un arrêté préfectoral annulant les élections municipales des 5 et 12 mai 1912 à Villoncourt. Les électeurs ont revoté le 22 septembre de la même année.
En 1913, la création d'un bureau de bienfaisance est autorisée par décret. Sa dotation est constituée des biens ayant appartenu à la fabrique de l'église de Villoncourt ; c'est la conséquence de la non application de la loi qui prévoyait la création d'une association cultuelle en lieu et et place du conseil de fabrique.

### Archéologie
Une épée en bronze a été découverte à Villonourt. Elle est déposée au musée d'Épinal.

## Politique et administration
| Période                                  | Période            | Identité                    | Étiquette | Qualité                                                       |
| ---------------------------------------- | ------------------ | --------------------------- | --------- | ------------------------------------------------------------- |
| Les données manquantes sont à compléter. |                    |                             |           |                                                               |
| 2 juin 1850                              | après mai 1864     | Nicolas-Constant Poirot     |           |                                                               |
| Avant mars 1866                          |                    | J.-B. Houot                 |           |                                                               |
| 1878                                     |                    | Cuny                        |           |                                                               |
| janvier 1881                             | 1892               | J.-B. Jacquel               |           | démissionnaire                                                |
| Mai 1892                                 |                    | Nicolas-Auguste Genay       |           |                                                               |
| 1892                                     | 1898               | Conraux                     |           | Démissionnaire                                                |
|                                          | 1898               | Louis Cuny                  |           | démissionnaire                                                |
| Février 1898                             |                    | Alcide Voirin               |           |                                                               |
| Novembre 1898                            | février 1899       | Joseph Marchal              |           | démissionnaire                                                |
| Mars 1899                                | 1907               | Alcide Voirin               |           | Démissionnaire                                                |
| Mars 1907                                | 1911               | Jean-Baptiste Jacquel       |           | décédé en cours de mandat                                     |
| Août 1911                                | 1911               | Auguste Genay               |           | démissionnaire                                                |
| Octobre 1911                             | 1914               | Auguste Genay               |           | démissionne en 1911 puis réélu démissionne de nouveau en 1914 |
| Avant avril 1915                         | 1924               | Genay                       |           | démissionnaire                                                |
| 18 septembre 1924                        |                    | Auguste Huguenin            |           |                                                               |
| avant février 1926                       | après juillet 1935 | Auguste Genay               |           |                                                               |
|                                          | 1936               | Auguste Huguenin            |           |                                                               |
| 1946                                     | mars 1977          | René Huguenin               |           |                                                               |
| mars 1977                                | juin 1995          | Marcel Huguenin (1922-2007) |           |                                                               |
| juin 1995                                | mars 2014          | Jacques Huguenin            |           |                                                               |
| mars 2014                                | En cours           | Daniel Hueber               |           | Retraité                                                      |

### Budget et fiscalité 2022

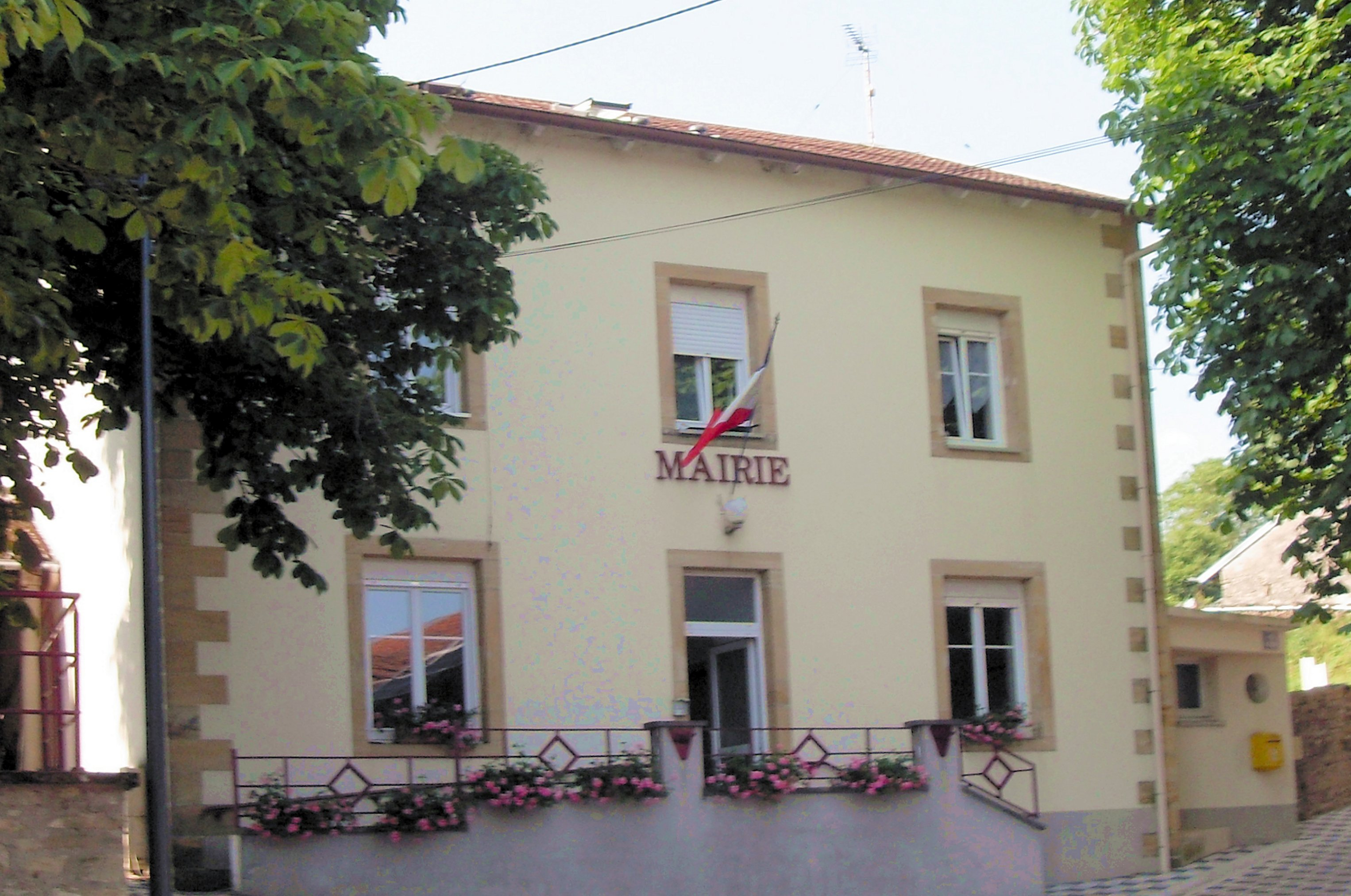
La mairie de Villoncourt.

En 2022, le budget de la commune était constitué ainsi :
- total des produits de fonctionnement : 212 000 €, soit 1 931 € par habitant ;
- total des charges de fonctionnement : 108 000 €, soit 986 € par habitant ;
- total des ressources d'investissement : 56 000 €, soit 512 € par habitant ;
- total des emplois d'investissement : 177 000 €, soit 1 605 € par habitant ;
- endettement : 504 000 €, soit 4 584 € par habitant.

Avec les taux de fiscalité suivants :
- taxe d'habitation : 8,62 % ;
- taxe foncière sur les propriétés bâties : 35,18 % ;
- taxe foncière sur les propriétés non bâties : 14,03 % ;
- taxe additionnelle à la taxe foncière sur les propriétés non bâties : 0,00 % ;
- cotisation foncière des entreprises : 0,00 %.

Chiffres clés Revenus et pauvreté des ménages en 2021 : médiane en 2021 du revenu disponible, par unité de consommation.

## Population et société

### Démographie

#### Évolution démographique
L'évolution du nombre d'habitants est connue à travers les recensements de la population effectués dans la commune depuis 1793. Pour les communes de moins de 10 000 habitants, une enquête de recensement portant sur toute la population est réalisée tous les cinq ans, les populations de référence des années intermédiaires étant quant à elles estimées par interpolation ou extrapolation. Pour la commune, le premier recensement exhaustif entrant dans le cadre du nouveau dispositif a été réalisé en 2005.

En 2022, la commune comptait 100 habitants, en évolution de −7,41 % par rapport à 2016 (Vosges : −2,96 %, France hors Mayotte : +2,11 %).
| 1793 | 1800 | 1806 | 1821 | 1831 | 1836 | 1841 | 1846 | 1856 |
| ---- | ---- | ---- | ---- | ---- | ---- | ---- | ---- | ---- |
| 178  | 166  | 153  | 192  | 190  | 178  | 172  | 192  | 185  |

| 1861 | 1866 | 1876 | 1881 | 1886 | 1891 | 1896 | 1901 | 1906 |
| ---- | ---- | ---- | ---- | ---- | ---- | ---- | ---- | ---- |
| 183  | 165  | 163  | 165  | 158  | 160  | 140  | 134  | 141  |

| 1911 | 1921 | 1926 | 1931 | 1936 | 1946 | 1954 | 1962 | 1968 |
| ---- | ---- | ---- | ---- | ---- | ---- | ---- | ---- | ---- |
| 135  | 118  | 114  | 101  | 98   | 93   | 83   | 89   | 84   |

| 1975 | 1982 | 1990 | 1999 | 2005 | 2006 | 2010 | 2015 | 2020 |
| ---- | ---- | ---- | ---- | ---- | ---- | ---- | ---- | ---- |
| 83   | 83   | 88   | 83   | 89   | 93   | 113  | 107  | 108  |

| 2022 | - | - | - | - | - | - | - | - |
| ---- | - | - | - | - | - | - | - | - |
| 100  | - | - | - | - | - | - | - | - |

### Enseignement
Établissements d'enseignements :
- Écoles maternelles et primaires à Padoux, Épinal, Thaon-les-Vosges, Dogneville, Girecourt-sur-Durbion.
- Collèges à Thaon-les-Vosges, Châtel-sur-Moselle, Épinal, Golbey.
- Lycées à Thaon-les-Vosges, Épinal.

### Santé
Professionnels et établissements de santé :
- Médecins à Sercoeur, Girmont, Chavelot, Deyvillers, Dogneville, Thaon-les-Vosges, Châtel-sur-Moselle.
- Pharmacies à Deyvillers, Dogneville, Thaon-les-Vosges, Châtel-sur-Moselle.
- Hôpitaux à Thaon-les-Vosges, Châtel-sur-Moselle, Golbey.

### Cultes
- Culte catholique, Paroisse Sainte-Thérèse-du-Durbion[60], Diocèse de Saint-Dié.

## Économie

### Entreprises et commerces

#### Agriculture
- Culture et élevage associés.

#### Tourisme
- Hébergements et restauration à Épinal, Grandvillers, Rambervillers, Sanchey, Cheniménil.

#### Commerces
- Commerces et services de proximité.

## Culture locale et patrimoine

### Lieux et monuments
- L'église Saint-Sylvestre,

«bénie» le jour de  à Pâques 1866,
où le maître-autel et le tabernacle, de bois taillé et doré, sont classés au titre d'objets comme monuments historiques.
Statue Saint Sylvestre.
Statue Vierge à l'Enfant.
Ostensoir.
- Monument commémoratif : guerre 1914-1918[67].

### Héraldique
| Blason de Villoncourt | Blason  | De sinople à un pont en dos d'âne de trois arches ogivales d’argent, maçonné de sable, sur une rivière d’azur courant d'argent en pointe, et surmonté à dextre d’un pot à lait d’argent, et à senestre d’une croix de Lorraine du même ; au chef d’or chargé de trois croix de Malte de sable. |
| Blason de Villoncourt | Détails | |

## Pour approfondir